# TT Близнецов
TT Близнецов (лат. TT Geminorum) — одиночная звезда в созвездии Близнецов на расстоянии (вычисленном из значения параллакса) приблизительно 9866 световых лет (около 3025 парсек) от Солнца. Видимая звёздная величина звезды — +14,2m.

## Характеристики
TT Близнецов — красный гигант спектрального класса M0. Радиус — около 27,67 солнечных, светимость — около 182,167 солнечных. Эффективная температура — около 4031 К.
Ранее считалась переменной звездой, но дальнейшие наблюдения переменности не подтвердили.